# Графика Python: модуль "turtle"
turtle — графическая библиотека, встроенная в язык программирования Python. Она предназначена для создания простых, но эффективных графических приложений, основанных на использовании графического интерфейса черепахи (turtle graphics). Он позволяет пользователям рисовать на экране с помощью пикселей, используя набор команд для перемещения черепашки (turtle) и изменения её параметров. Модуль turtle основан на библиотеке tkinter и поставляется вместе со стандартной библиотекой Python.
Модуль черепахи в языке программирования Python представляет собой уникальный инструмент, который активно используется для обучения основам программирования и визуализации данных. Спроектированный с учетом простоты и интуитивной понятности, этот модуль позволяет создавать графические изображения с использованием черепахи, двигающейся по экрану. В первую очередь предназначенный для начинающих, модуль "turtle" обеспечивает наглядное введение в концепции программирования, такие как циклы, условия и функции.
Он также активно применяется в образовательных учреждениях для обучения детей основам программирования. Через простой и интерактивный подход, модуль "turtle" не только развивает навыки кодирования, но и стимулирует творческое мышление и решение задач. Статья рассматривает историю создания модуля, его основные функции, и приводит примеры использования в образовательных программах.

## История
История модуля Turtle в Python началась в 1967 году, когда был создан компьютерный язык программирования Logo. Ло́го (англ. Logo) — язык программирования высокого уровня, разработанный в 1967 году Уолли Фёрзегом, Сеймуром Пейпертом и Синтией Соломон. Logo был разработан в Лаборатории ИИ Массачусетского технологического института (MIT) с целью обучения программированию детей.
Одной из ключевых особенностей Logo была графика черепахи (turtle graphics), предназначенная для визуализации действий, выполняемых программой. Идея была в том, чтобы дети могли программировать "черепаху", заставляя ее двигаться по экрану и рисовать различные фигуры.
Позже, в 1980-х годах, этот концепт был внедрен в язык программирования Python в виде модуля, известного как turtle. Модуль turtle был включен в стандартную библиотеку Python и предоставляет простой и интуитивно понятный способ для начинающих изучать основы программирования.

## Образовательное применение
turtle — это модуль в языке программирования Python, который предоставляет простой способ визуализации кода через черепашью графику. Этот инструмент широко используется в обучении программированию, особенно для новичков, поскольку обладает рядом преимуществ, делающих его доступным и наглядным для изучения базовых концепций программирования.
Вот несколько ключевых аспектов использования turtle в образовании:
1. Простота использования: Один из основных плюсов turtle заключается в его простоте. С помощью него даже новички могут легко создавать графические изображения, используя всего несколько строк кода. Это позволяет начинающим программистам быстро ознакомиться с основами языка Python без глубоких знаний в области программирования.
2. Визуализация концепций: Черепашья графика предоставляет наглядный способ визуализации выполнения программы. Команды типа "вперед", "влево", "вправо" позволяют увидеть, как черепаха перемещается на экране, что делает понимание кода более интуитивным. Это особенно полезно для введения таких концепций, как последовательность, циклы и условия.
3. Интерактивное обучение: "Python turtle" поддерживает интерактивное выполнение кода, что позволяет студентам мгновенно видеть результат своих изменений.
4. Поддержка обучения алгоритмам: Создание чертежей с помощью черепашьей графики может быть использовано для демонстрации простых алгоритмов. Например, рисование фигур, заполнение областей, создание узоров — все это можно легко реализовать с использованием turtle. Это помогает студентам понимать, какие шаги нужно предпринять для достижения конечного результата.
5. Переход к другим областям программирования: После освоения основ с turtle, студенты могут легко перейти к более сложным темам программирования и другим библиотекам, таким как графические библиотеки или разработка веб-приложений.

В целом, turtle предоставляет эффективный инструмент для введения начинающих в мир программирования, делая процесс обучения увлекательным и понятным.

## Возможности
Модуль turtle в Python предоставляет простой способ визуализации данных с помощью черепахи. Вот несколько способов, которыми он может быть использован для создания простых графиков и анимаций, полезных для образовательных целей и иллюстрации концепций визуализации данных:
1. Графики функций: Вы можете использовать черепашью графику для рисования графиков математических функций. Например, построение графика квадратной функции или синусоиды, демонстрируя изменение функции по мере изменения ее параметров.
2. Диаграммы и графики: Создание простых столбчатых диаграмм, круговых диаграмм или линейных графиков для визуализации данных. Можно использовать разные цвета, размеры и формы черепахи для представления различных категорий или значений.
3. Анимации: Черепашья графика может быть использована для создания анимаций, например, анимированных графиков, которые показывают изменение данных во времени. Это может быть полезным для демонстрации динамики данных или процессов.
4. Обучающие примеры: Создание образовательных примеров для объяснения концепций визуализации данных, таких как различные виды графиков, методы представления данных и их интерпретации.
5. Интерактивные уроки: Черепашья графика может использоваться для создания интерактивных уроков, где учащиеся могут экспериментировать с различными параметрами и видеть, как изменения влияют на визуализацию данных.

Преимущества turtle включают его простоту использования и интуитивный подход к созданию визуализаций данных, что делает его хорошим инструментом для начинающих, особенно в образовательных целях. Однако для более сложных и профессиональных визуализаций данных, существуют более мощные библиотеки, такие как Matplotlib, Plotly или Seaborn.

## Синтаксис
Импорт модуля:
import turtle
Создание экрана turtle и объекта turtle:
screen = turtle.Screen():Создайте экран с черепахой
t = turtle.Turtle(): Создайте объект turtle
Основные команды черепахи:
- forward(distance): Переместите черепаху вперед на определенное расстояние.
- backward(distance): Отодвиньте черепаху назад на определенное расстояние.
- left(angle): Поверните черепашку влево на указанный угол (в градусах).
- right(angle): Поверните черепаху вправо на указанный угол (в градусах).
- penup(): Поднимите перо (прекратите рисовать).
- pendown(): Опустите перо (начните рисовать).
- goto(x, y): Переместите черепашку в указанные координаты (x, y)

Изменение атрибутов черепахи:
- color(color): Установите цвет пера.
- pensize(width): Установите размер пера.
- speed(speed): Установите скорость рисования черепахи.

Закрытие графического окна turtle:
- turtle.done()

## Примеры программ

#### Рисование квадрата
- Прямая: просто движение вперёд
- Квадрат: вперёд, поворот на 90 градусов и так 4 раза. Повторение команд — значит, можно выполнить их в цикле for!
- Пятиконечная звезда: вперёд, поворот на 144 градусов и так 5 раз.

Если мы хотим выполнить инструкции n раз, мы пишем их в цикле
```
for i in range(n):
```

```
import
 
turtle

# Рисуем квадрат

for
 
_
 
in
 
range
(
4
):

    
turtle
.
forward
(
100
)
  
# Сдвиг вперед на 100 единиц

    
turtle
.
right
(
90
)
     
# Поворот на 90 градусов

# Закрываем окно при клике

turtle
.
exitonclick
()

```

#### Рисование круга
```
import
 
turtle

# Создаем черепаху

t
 
=
 
turtle
.
Turtle
()

# Рисуем круг

t
.
circle
(
100
)
  
# Радиус круга - 100 единиц

# Закрываем окно при клике

turtle
.
exitonclick
()

```

#### Рисование многоугольника
```
import
 
turtle

# Создаем черепаху

t
 
=
 
turtle
.
Turtle
()

# Вводим количество сторон многоугольника

sides
 
=
 
int
(
input
(
"Введите количество сторон многоугольника: "
))

# Рисуем многоугольник

for
 
_
 
in
 
range
(
sides
):

    
t
.
forward
(
100
)
  
# Сдвиг вперед на 100 единиц

    
t
.
left
(
360
 
/
 
sides
)
  
# Поворот на угол, чтобы создать многоугольник

# Закрываем окно при клике

turtle
.
exitonclick
()

```

#### Рекурсивное рисование фрактала (кривая Коха)
```
import
 
turtle

def
 
koch_snowflake
(
t
,
 
order
,
 
size
):

    
if
 
order
 
==
 
0
:

        
t
.
forward
(
size
)

    
else
:

        
for
 
angle
 
in
 
[
60
,
 
-
120
,
 
60
,
 
0
]:

            
koch_snowflake
(
t
,
 
order
 
-
 
1
,
 
size
 
/
 
3
)

            
t
.
left
(
angle
)

# Создаем черепаху

t
 
=
 
turtle
.
Turtle
()

t
.
speed
(
2
)

# Рисуем фрактал

koch_snowflake
(
t
,
 
3
,
 
300
)

# Закрываем окно при клике

turtle
.
exitonclick
()

```